# Wisconsin Badgers
Wisconsin Badgers – nazwa drużyn sportowych University of Wisconsin w Madison, biorących udział w akademickich rozgrywkach w Big Ten Conference, organizowanych przez National Collegiate Athletic Association. 

## Sekcje sportowe uczelni

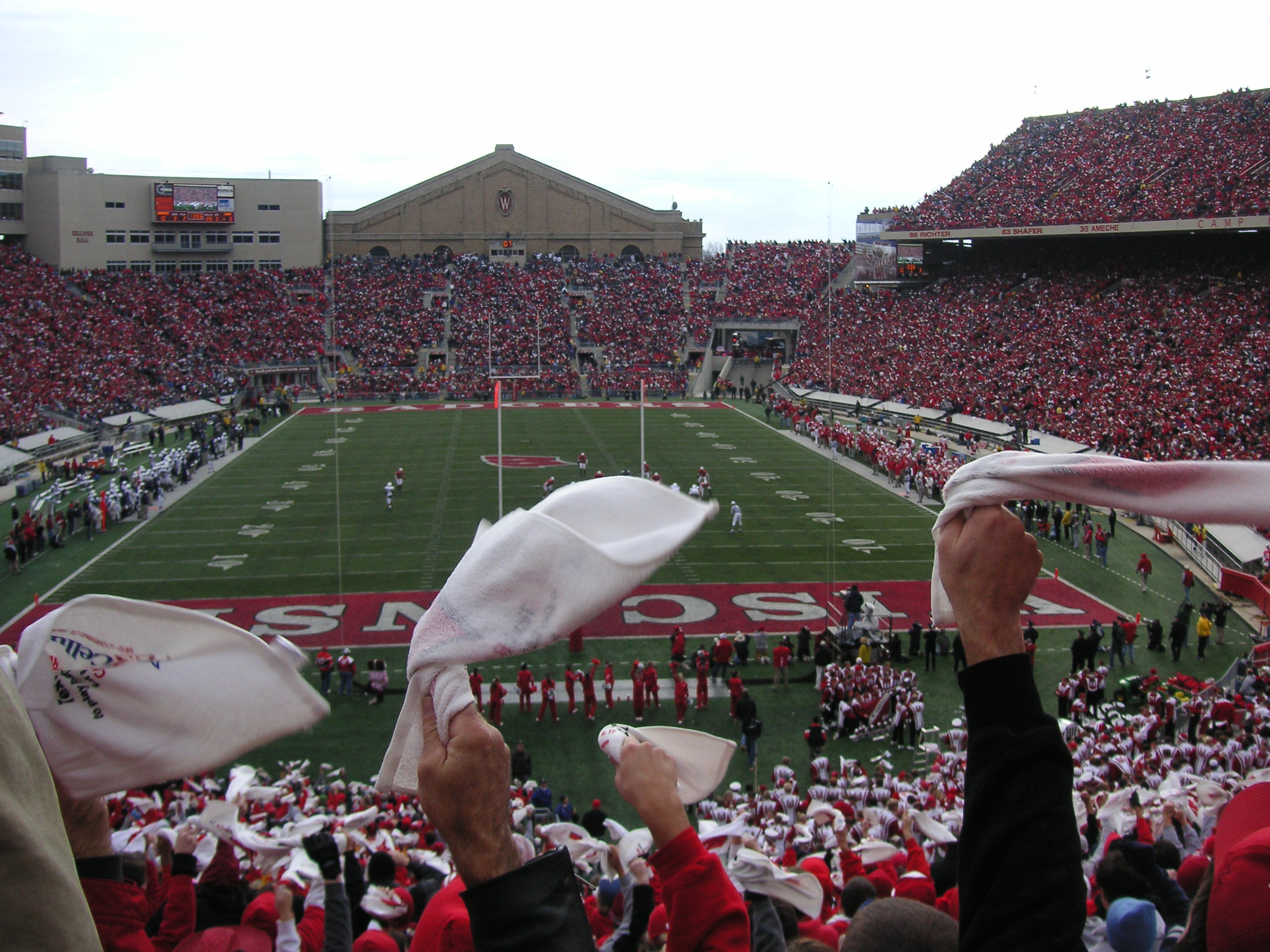
Camp Randall Stadium

Kohl Center

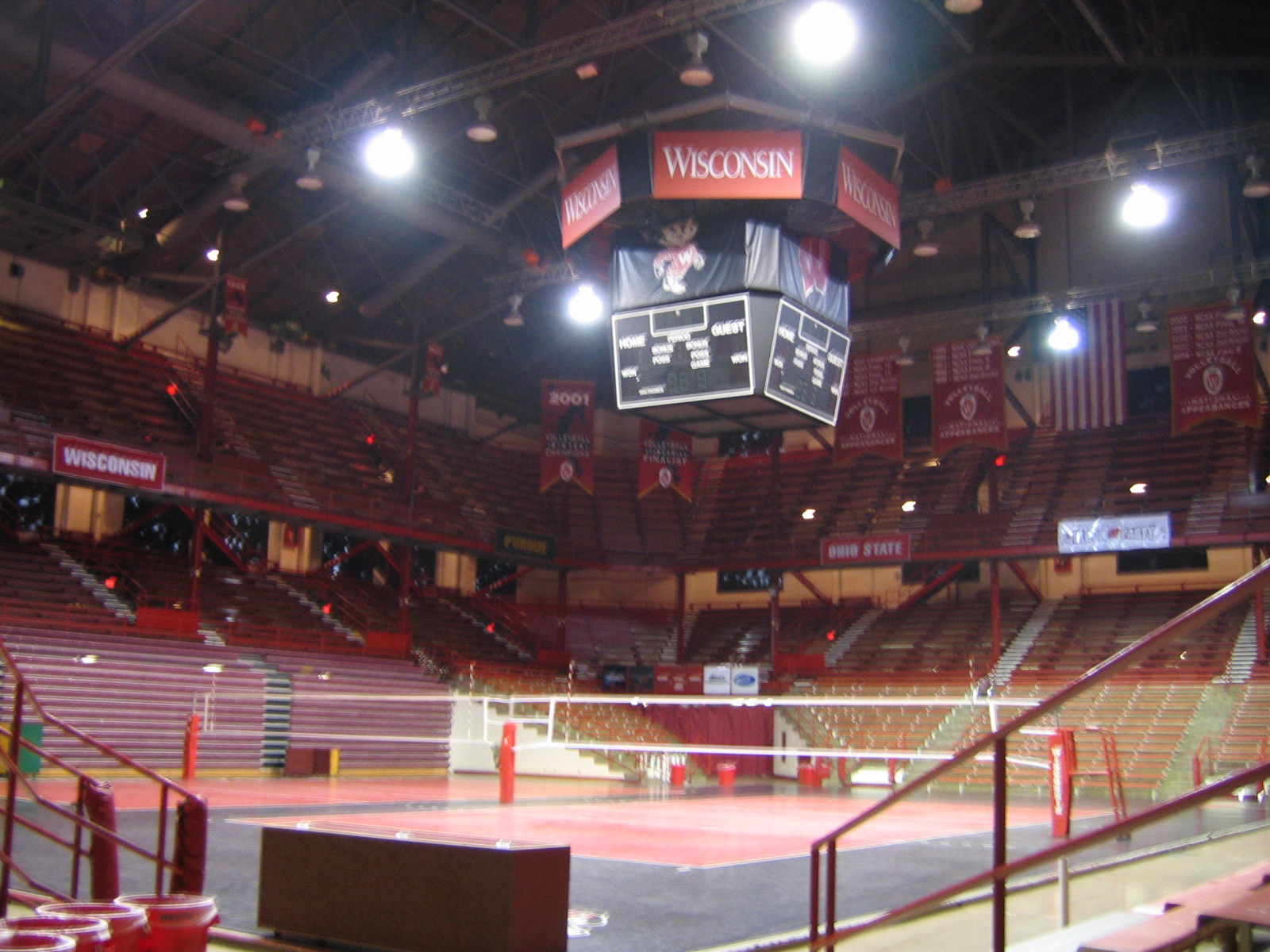
UW Field House

| Mężczyźni - bieg przełajowy (5): 1982, 1985, 1988, 2005, 2011 - futbol amerykański - golf - hokej na lodzie (6): 1973, 1977, 1981, 1983, 1990, 2006 - koszykówka (1): 1941 - lekkoatletyka (1): 2007 w hali - piłka nożna (1): 1995 - pływanie - tenis - wioślarstwo - zapasy | Kobiety - bieg przełajowy (2): 1984, 1985 - golf - hokej na lodzie (4): 2006, 2007, 2009, 2011 - koszykówka - lekkoatletyka - piłka nożna - siatkówka (1): 2021 - pływanie - softball - tenis - wioślarstwo |

W nawiasie podano liczbę tytułów mistrzowskich NCAA (stan na 1 lipca 2015)

## Obiekty sportowe
- Camp Randall Stadium – stadion futbolowy o pojemności 80 321 miejsc[3]
- Kohl Center – hala sportowa o pojemności 17 230 miejsc, w której odbywają się mecze koszykówki i hokeja na lodzie mężczyzn (15 237 miejsc)[4]
- LaBahn Arena – hala sportowa o pojemności 2273 miejsc, w której odbywają się mecze hokeja na lodzie kobiet[5]
- McClimon Track/Soccer Complex – stadion wielofunkcyjny pojemności 1011 miejsc, na którym odbywają się mecze piłkarskie i zawody lekkoatletyczne[6]
- Camp Randall Sports Center – hala lekkoatletyczna o pojemności 1800 miejsc[7]
- UW Field House – hala sportowa, w której odbywają się mecze siatkówki oraz zawody w zapasach[8]
- Nielsen Tennis Stadium – korty tenisowe[9]
- Goodman Diamond – stadion softballowy o pojemności 1600 miejsc[10]
- Natatorium & SERF – hala sportowa z pływalnią[11]
- Harry Gladstein Fieldhouse – hala lekkoatletyczna[12]